# Залесцы (Ковельский район)
Залесцы (укр. Залісці) — село в Луковской поселковой общине Ковельского района Волынской области Украины.
До 2020 года входило в Турийский район.
Код КОАТУУ — 0725582903. Население по переписи 2001 года составляет 65 человек. Почтовый индекс — 44821. Телефонный код — 3363. Занимает площадь 0,663 км².